# شرکت ماشین‌سازی تبریز
گروه ماشین‌سازی تبریز یکی از بزرگترین کارخانه‌های شهر تبریز واقع در قراملک است. این کارخانه تولیدکننده انواع ماشین‌های صنعتی همانند انواع ماشین‌ابزار، شامل ماشین‌های تراش، ماشین‌های فرز، ماشین‌های مته، قطعات ریخته‌گری و دستگاه‌های سی‌ان‌سی است. این شرکت از لحاظ قدمت، پس از ماشین‌سازی اراک دومین ماشین‌سازی ایران محسوب می‌شود. 
ماشین‌سازی تبریز با سابقه‌بیش از ۵۰ سال، تولیدکننده و توزیع کننده بیش از یکصد نوع دستگاه ماشین‌افراز در کشور است و دارای صادرات به کشورهای آلمان ـ اتریش ـ عراق ـ ترکیه ـ سودان ـ سوریه و برخی کشورهای آفریقایی و برزیل بوده و دارای علامت تجاری (برند) گران‌قیمتی است.

## تاریخچه

مجسمه کار و اندیشه میدان ماشین‌سازی تبریز، اثر بهروز حشمت.

قرارداد ساخت، تکمیل و توسعه کارخانه ماشین‌سازی تبریز با هدف تولید انواع ماشین‌آلات صنعتی با پیشنهاد و پیگیری‌های وزیر نیروی دولت جمشید آموزگار (مهندس تقی توکلی، موسس کارخانه کبریت توکلی) در سال ۱۳۴۶ بین ایران و چکسلواکی منعقد شد و این کارخانه از سال ۱۳۵۱ مورد بهره‌برداری قرار گرفت. در سال‌های بعد بخش‌هایی از شرکت ماشین‌سازی تبریز از مجموعه ماشین‌سازی منفک و به صورت مستقل به فعالیت خود ادامه دادند. این بخش‌ها شامل شرکت ریخته‌گری ماشین‌سازی تبریز و شرکت گسترش صنایع ریلی ایران می‌باشند.

## ارزش شرکت و صادرات
میلیون‌ها دلار ارزش لیسانس تولید تقریبا یکصد نوع دستگاه ماشین‌افراز از کشورهای چک‌و اسلواکی، آلمان و تایوان برای تولید در کشور است و دارای صادرات به کشورهای آلمان ـ اتریش ـ عراق ـ ترکیه ـ سودان ـ سوریه و برخی کشورهای آفریقایی و برزیل بوده و دارای علامت تجاری (برند) گران‌قیمتی است.

### املاک و مستقلات شرکت
املاک ایل‌گلی به مساحتی بالغ بر83 هزار و 500 مترمربع در بهترین و گران‌ترین منطقه شهر تبریز واقع شده است.

### صادرات
صادرات این شرکت در سال ۱۳۸۹ به ارزش ۳٫۵ میلیون دلار بود.

## کلاهبرداری در نحوه واگذاری و وام ۵۰۰ میلیون دلاری
سازمان خصوصی‌سازی ایران به ریاست علی‌اشرف عبدالله‌پوری حسینی، در ۲۶ خرداد ۱۳۹۷ گروه صنعتی ماشین‌سازی تبریز و زمین ایل‌گلی را به بهای ۶۸۸ میلیارد تومان به قربانعلی فرخ زاد فروخت. قربانعلی فرخ زاد، ۲۰۰ میلیارد تومان آن را به‌صورت نقدی پرداخت و قرار بود الباقی را طی پنج‌سال به‌صورت سالانه ۱۰۰ میلیارد تومان پرداخت کند. بررسی‌های دیوان محاسبات نشان می‌دهد ماشین‌سازی در سال ۹۷ برمبنای سال ۹۴ قیمت‌گذاری شده که از این طریق میلیارد‌ها تومان به بیت‌المال زیان رسیده است.

### افشاگری نماینده تبریز درباره واگذاری
احمد علیرضا بیگی نماینده مردم تبریز در مجلس گفت: سازمان خصوصی‌سازی شرکت ماشین‌سازی تبریز که جزو صنایع منحصر به فرد کشور و خاورمیانه است، را واگذار کرد اما شرایط اساسی این واگذاری رعایت نشده است.

### وام پانصد میلیون دلاری ارز دولتی
یک ماه پس از واگذاری گروه صنعتی ماشین‌سازی به قربانعلی فرخزاد، وی به بهانه نوسازی کارخانجات ماشین‌سازی و واردات ورق استیل۴۴۶ میلیون و ۳۳۲ هزار دلار ارز دولتی را از بانک ملی دریافت کرده و با همکاری دیگر متهمان ضمن ارتکاب جعل در بازار آزاد به فروش رسانده است.

### دستگیری و محاکمه کلاهبردار
در دی‌ ۱۳۹۷، قربانعلی فرخ زاد، به اتهام اخلال ارزی محاکمه شد. دادستان کل کشور از قربانعلی فرخزاد به عنوان سلطان ارز یاد کرد و به گفته مقامات دادگستری وی از سواد ابتدایی برخوردار است. 

### لغو واگذاری و بازگشت شرکت به دولت
در ۱۳۹۸ واگذاری و خصوصی سازی ماشین سازی به قربانعلی فرخ زاد منتفی شد و این شرکت به سازمان  گسترش و نوسازی صنایع ایران بازگشت.
احمد علیرضا بیگی گفت: لغو واگذاری ماشین‌سازی تبریز نتیجه کشف تخلفات عمده رییس سازمان خصوصی سازی، علی‌اشرف عبدالله‌پوری حسینی بود.